# Vladiča
Vladiča je obec na Slovensku v okrese Stropkov.
Vznikla roku 1964 sloučením obcí Driečna (do roku 1960 Malá Driečna a Veľká Driečna), Nižná Vladiča, Suchá a Vyšná Vladiča. Žije zde 65 obyvatel.

## Historie
Současná obec vznikla v roce 1964 sloučením obcí Driečna (sama vznikla v roce 1960 z obcí Malá Driečna a Velká Driečna), Nižná Vladiča, Suchá a Vyšná Vladiča.
Dnešní území obce bylo v Uherském království rozděleno mezi župy Šariš (Velká Driečna, Suchá a Vyšná Vladiča) a Zemplín (Malá Driečna a Nižná Vladiča). Obce Nižná Vladiča a Vyšná Vladiča byly založeny v 15. století podle valašského práva (poprvé se připomínají v roce 1430 jako Waddisko). Driečna vznikla jako samostatná obec ještě koncem 16. století a v 17. století byla rozdělena. V roce 1618 se uvádí jako Dricsna. Místo Suchá bylo v roce 1567 písemně zmíněno jako Zuha.
Ve všech vesnicích bylo hlavním zdrojem příjmů zemědělství, pastevectví, lesnictví a tkalcovství. Během první a druhé světové války se v oblasti odehrávaly těžké boje.
Obec je stejně jako mnoho dalších míst v oblasti postižena silným úbytkem obyvatelstva. V roce 1789 zde žilo celkem 695 obyvatel, v roce 1828 s výjimkou Malé Driečné (údaje nejsou k dispozici) 1140 obyvatel. Velké vlny vystěhovalectví na konci 19. století i v průběhu 20. století způsobily pokles na 464 obyvatel.

## Přírodní poměry
Obec se nachází v Nízkých Beskydech, přesněji v podcelku Ondavská vrchovina, nedaleko státní hranice s Polskem. Obcí protéká potok Chotčianka. Území obce o rozloze 27,1 km² je kopcovité, zalesněné a tvořené flyšovými půdami. Nadmořská výška v obci se pohybuje od 290 do 678 metrů. Část Vyšná Vladiča leží v nadmořské výšce 336 metrů a je vzdálena šestnáct kilometrů od Stropkova a dvacet kilometrů od Medzilaborců.
V katastrálním území Driečna leží chráněné areály Driečna a Horný tok Chotčianky.

## Obyvatelstvo
| Národnost  | 2011 | %   | 2001 | %   | 1991 | %   | 1921 | %   | 1910 | %   | 1880 | %   |
| ---------- | ---- | --- | ---- | --- | ---- | --- | ---- | --- | ---- | --- | ---- | --- |
| Maďaři     | -    | -   | -    | -   | -    | -   | 3    | >0% | -    | -   | 2    | >0% |
| Slováci    | 32   | 49% | 26   | 35% | 76   | 52% | 44   | 6%  | 1    | >0% | -    | -   |
| Rusíni     | 25   | 38% | 40   | 53% | 41   | 28% | 620  | 89% | 662  | 93% | 485  | 95% |
| Ukrajinci  | -    | -   | 2    | 3%  | 22   | 15% | -    | -   | -    | -   | -    | -   |
| Češi       | 3    | 5%  | 5    | 7%  | 5    | 3%  | -    | -   | -    | -   | -    | -   |
| Němci      | -    | -   | -    | -   | -    | -   | -    | -   | 28   | 4%  | 11   | 2%  |
| ostatní    | -    | -   | -    | -   | -    | -   | 33   | 5%  | 23   | 3%  | 1    | >0% |
| nezjištění | 5    | 8%  | 2    | 3%  | 3    | 2%  | -    | -   | -    | -   | 12   | 2%  |
| Celkem     | 65   | -   | 75   | -   | 147  | -   | 700  | -   | 714  | -   | 511  | -   |

## Památky
- V místní části Nižná Vladiča – Řeckokatolický chrám Narození svaté Bohorodičky z roku 1914
- V místní části Vyšná Vladiča – řeckokatolický chrám Svatého Mikuláše z roku 1838 – národní kulturní památka Slovenska
- V místní části Driečna – řeckokatolický chrám Svatého Bazila Velkého z roku 1819 – národní kulturní památka Slovenska
- V místní části Suchá – řeckokatolický chrám Nanebevstoupení Pána z roku 1886 – národní kulturní památka Slovenska[2]

## Místní části - galerie

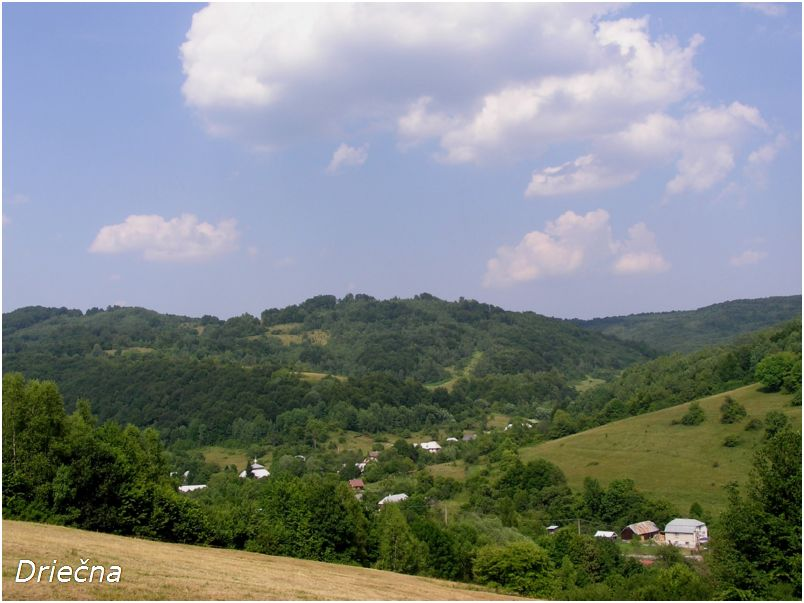
Driečna
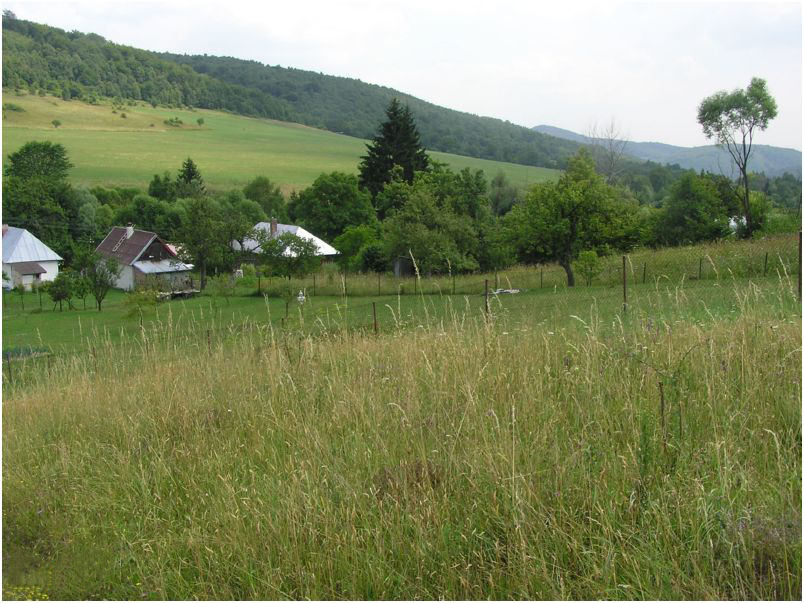
Suchá
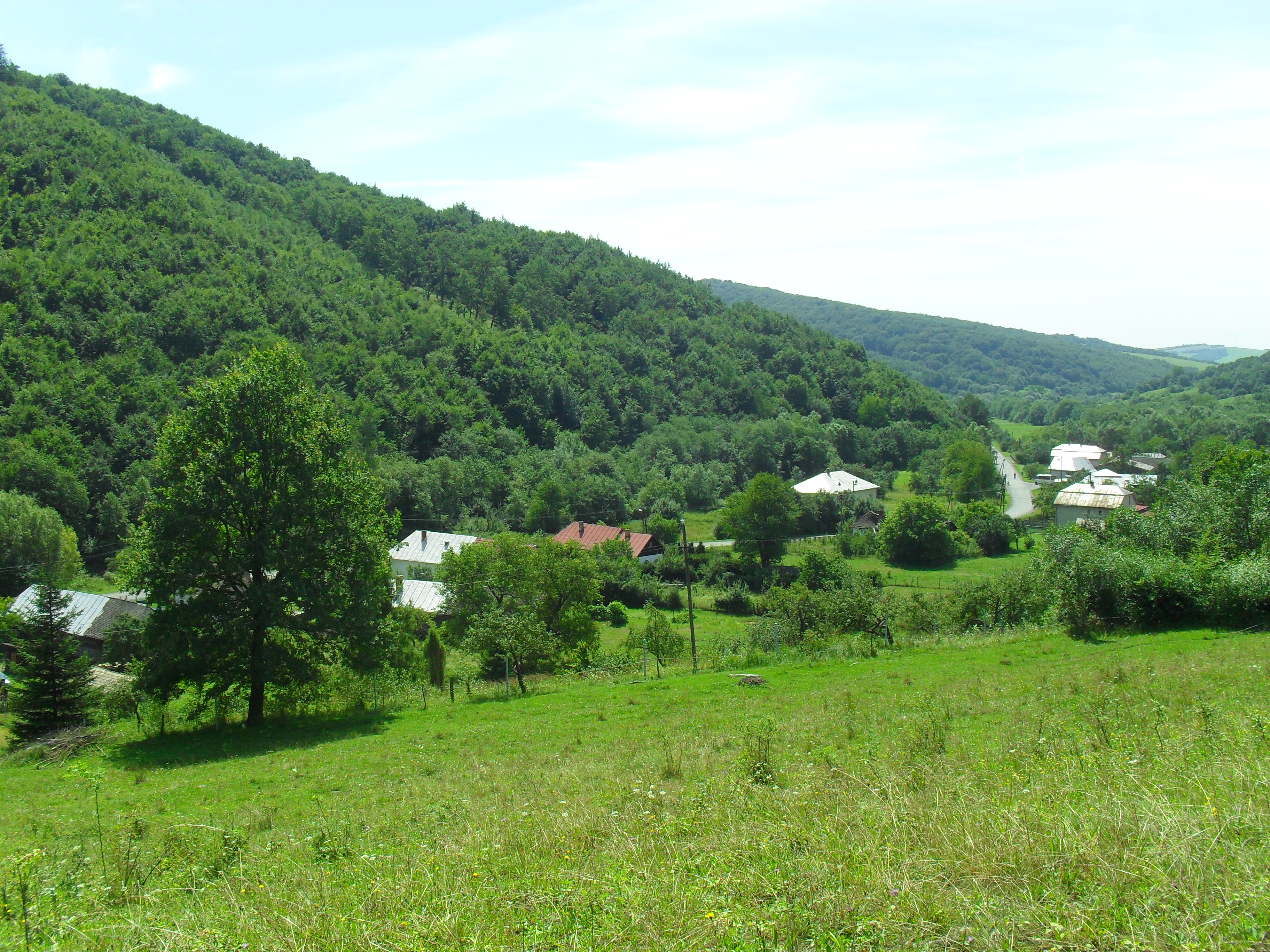
Vyšná Vladiča